# Попов Ігор Володимирович
Ігор Володимирович Попов (нар. 18 квітня 1972, с. Мізяківські Хутори, Вінницький район, Вінницька область) — український громадський та політичний діяч, Народний депутат України 8-го скликання (з листопада 2014 до серпня 2019), Президент аналітичного центру «Політика» (з 2011), перший заступник Голови Національного агентства України з питань державної служби (з вересня 2011 до липня 2013), заступник Голови Секретаріату Президента України, Представник Президента України у Верховній Раді України (2009—2010). Голова правління Всеукраїнської громадської організації «Комітет виборців України» (з січня 1996 по березень 2009). Голова програмної ради з питань громадянського суспільства МФ «Відродження», виконавчий директор Українського форуму грантодавців.
Володіє англійською мовою. Захоплюється туризмом, конспірологією.[джерело?]

## Життєпис
Ігор Попов народився 18 квітня 1972 року в селі Мізяківські Хутори Вінницького району Вінницької області.
Освіту здобув у Ніжинському педагогічному інституті на природничому факультеті (1989—1994). За фахом — викладач географії та біології.
Закінчив Київський інститут практичної психології та соціальної роботи, «Психогенез» (1994—1995) (за фахом — практичний психолог).

## Політична діяльність
З лютого 1994 р. — у Комітеті виборців України: керівник Ніжинської організації, голова Чернігівської обласної організації, координатор програм секретаріату. Міжнародний спостерігач на виборах у 20 країнах (1995—2006).
У вересні 2011 року указом президента Віктора Януковича призначений першим заступником голови Національного агентства України з питань державної служби.

## Парламентська діяльність
Народний депутат України 8-го скликання з 27 листопада 2014 року до 29 серпня 2019 року. Обраний від Радикальної партії Олега Ляшка по партійному списку (№ 6). Заступник голови Комітету Верховної Ради України з питань запобігання і протидії корупції.

## Родина
Батько Володимир Іванович (1947—2002), мати Лідія Арсентіївна (нар. 1947). Дружина Ганна Олександрівна (нар. 1978) — домогосподарка; син Богдан (нар. 2003).

## Нагороди
- Орден «За заслуги» III ступеня (2009)[7]